# إليجاه براش
إليجاه براش هو سياسي أمريكي، ولد في 1772 في بينينغتون في الولايات المتحدة، وتوفي في 14 ديسمبر 1813 في ديترويت في الولايات المتحدة.